# Prionopterina modesta
Prionopterina modesta là một loài bướm đêm trong họ Erebidae.